# Псіна
Псіна (пол. Psina, нім. Zinna — річка в Польщі, у Ґлубчицькому й Рациборському повітах Опольського й Сілезького воєводства. Ліва притока Одри (басейн Балтійського моря).

## Опис
Довжина річки 52,56 км, висота витоку над рівнем моря — 182,6  м, найкоротша відстань між витоком і гирлом — 38,13  км, коефіцієнт звивистості річки — 1,38 .

## Розташування
Бере початок на околиці Голушовіц ґміни Ґлубчице Рациборського повіту. Тече переважно на південний схід через Ґлубчице, Баборув, Гробніки, Беньковіце і на південній стороні від Ратибору впадає у річку Одру.
Притоки: Троя (пол. Troja), Біла Вода (пол. Biała Woda) (праві).

## Псіна як прикордонна річка

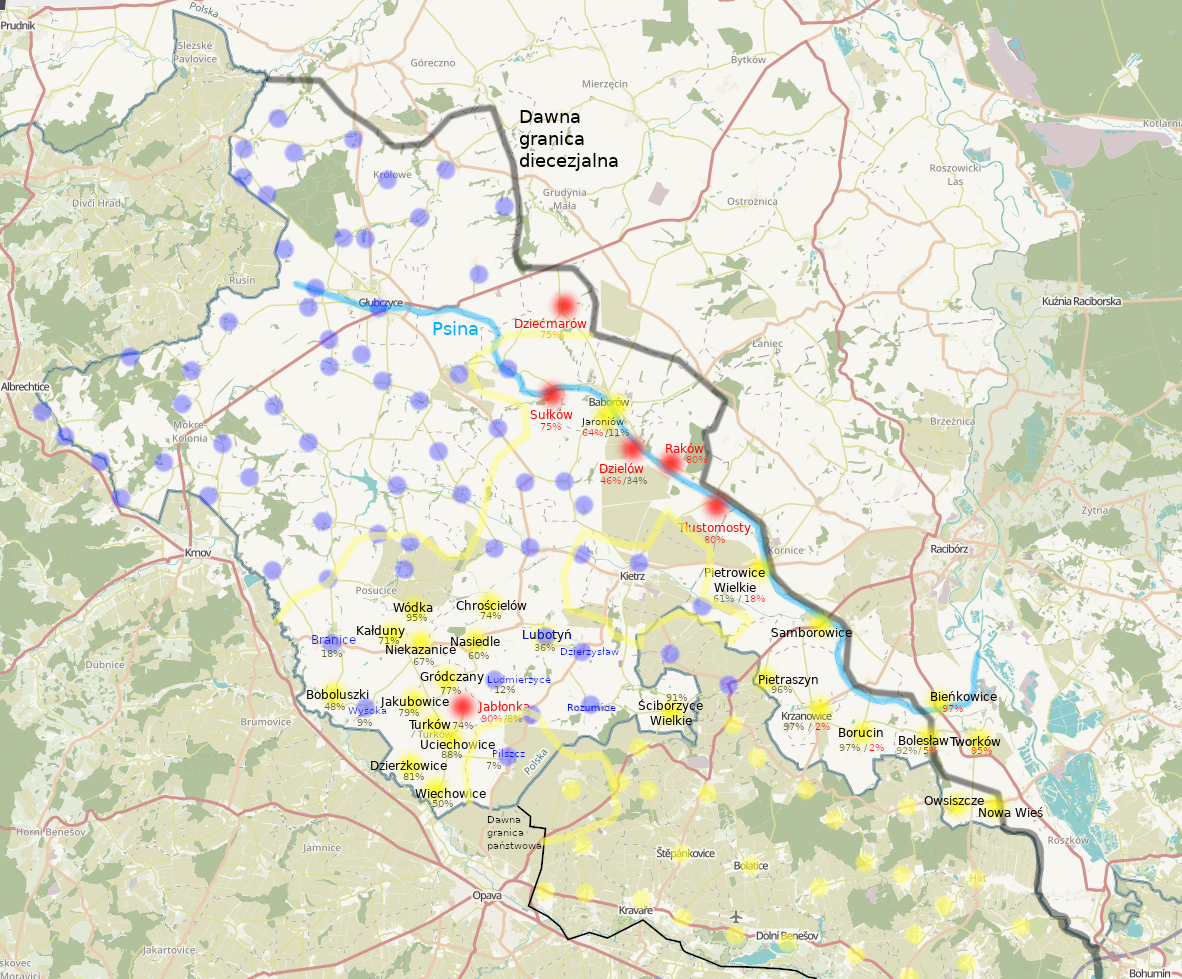
Річка Псіна (колір синій) колишній північний кордон дієцезії Оломоуцької (колір чорний)

- Річка Псіна стала прикордонною між Рациборським повітом та Моравією приблизно у 1180–1194 роках.